# Psaume 27 (26)

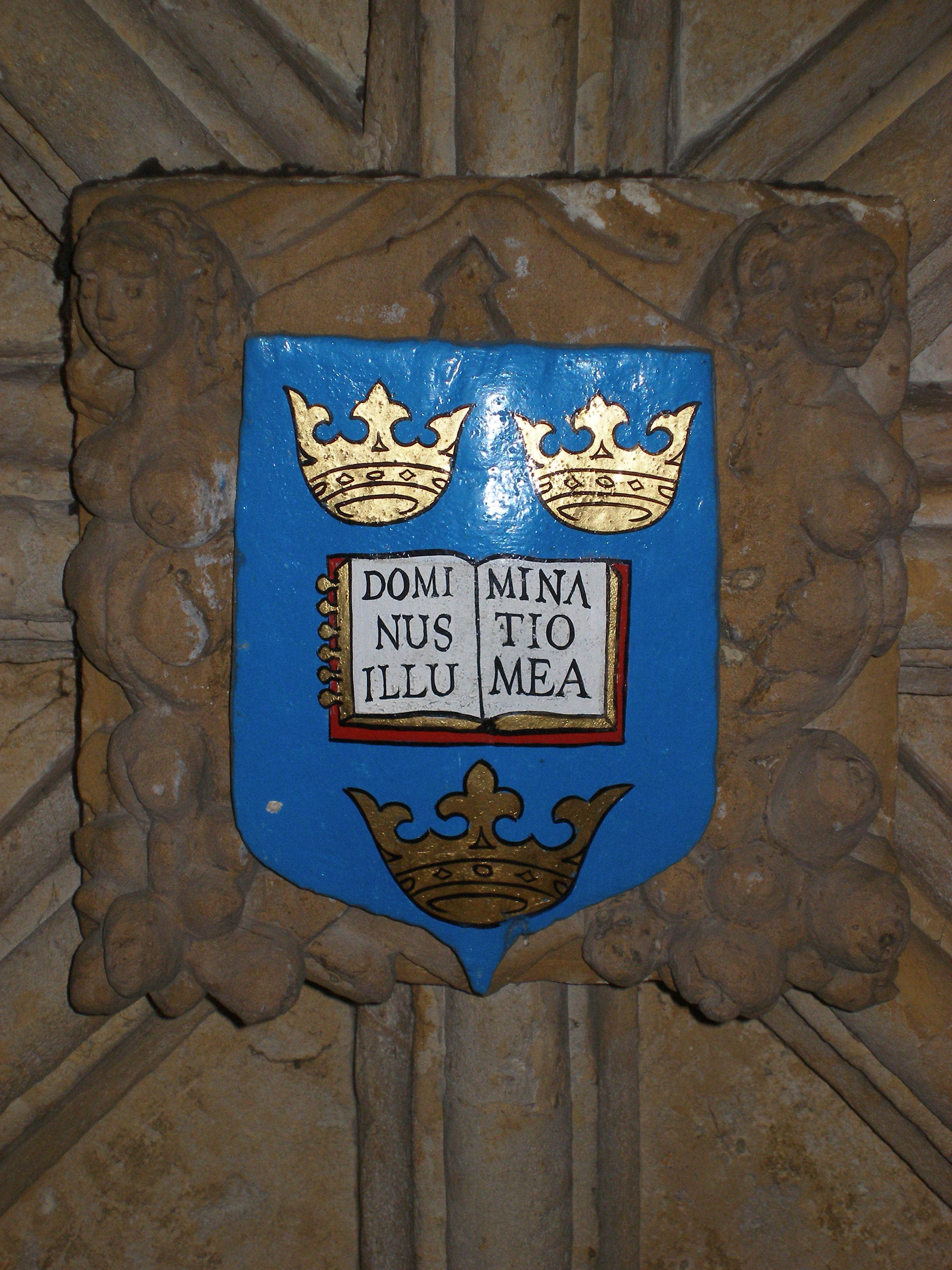
Blason avec la formule Dominus illuminatio mea du psautier gallican, premier verset du psaume 27, à l’université d’Oxford.

Le psaume 27 (26 selon la numérotation grecque) est attribué à David.

## Texte
N.B. S’il y a conflit de numérotation des versets entre l’hébreu et le latin, c’est l’original hébreu qui prévaut et la traduction française le suit. Par contre, le latin ne se plie pas à la numérotation affichée. Les numéros de versets s'appliquent au texte latin, mais la traduction est décalée par endroits.
| verset | original hébreu                                                                          | traduction française de Louis Segond | Vulgate latine (psautier gallican) |
| ------ | ---------------------------------------------------------------------------------------- | --- | --- |
| 1      | לְדָוִד: יְהוָה, אוֹרִי וְיִשְׁעִי--מִמִּי אִירָא;יְהוָה מָעוֹז-חַיַּי, מִמִּי אֶפְחָד                                 | [De David.] L’Éternel est ma lumière et mon salut : De qui aurais-je crainte ? L’Éternel est le soutien de ma vie : De qui aurais-je peur ?                                                        | [David] Priusquam liniretur Dominus inluminatio mea et salus mea quem timebo Dominus protector vitae meae a quo trepidabo                                              |
| 2      | בִּקְרֹב עָלַי, מְרֵעִים-- לֶאֱכֹל אֶת-בְּשָׂרִי:צָרַי וְאֹיְבַי לִי; הֵמָּה כָשְׁלוּ וְנָפָלוּ                              | Quand des méchants s’avancent contre moi, pour dévorer ma chair, ce sont mes persécuteurs et mes ennemis qui chancellent et tombent.                                                               | Dum adpropiant super me nocentes ut edant carnes meas qui tribulant me et inimici mei ipsi infirmati sunt et ceciderunt                                                |
| 3      | אִם-תַּחֲנֶה עָלַי, מַחֲנֶה-- לֹא-יִירָא לִבִּי:אִם-תָּקוּם עָלַי, מִלְחָמָה-- בְּזֹאת, אֲנִי בוֹטֵחַ                      | Si une armée se campait contre moi, mon cœur n’aurait aucune crainte ; si une guerre s’élevait contre moi, je serais malgré cela plein de confiance.                                               | Si consistant adversus me castra non timebit cor meum si exsurgat adversus me proelium in hoc ego sperabo                                                              |
| 4      | אַחַת, שָׁאַלְתִּי מֵאֵת-יְהוָה-- אוֹתָהּ אֲבַקֵּשׁ:שִׁבְתִּי בְּבֵית-יְהוָה, כָּל-יְמֵי חַיַּי;לַחֲזוֹת בְּנֹעַם-יְהוָה, וּלְבַקֵּר בְּהֵיכָלוֹ | Je demande à l’Éternel une chose, que je désire ardemment : Je voudrais habiter toute ma vie dans la maison de l’Éternel, pour contempler la magnificence de l’Éternel et pour admirer son temple. | Unam petii a Domino hanc requiram ut inhabitem in domo Domini omnes dies vitae meae ut videam voluntatem Domini et visitem templum eius                                |
| 5      | כִּי יִצְפְּנֵנִי, בְּסֻכֹּה-- בְּיוֹם רָעָה:יַסְתִּרֵנִי, בְּסֵתֶר אָהֳלוֹ; בְּצוּר, יְרוֹמְמֵנִי                              | Car il me protégera dans son tabernacle au jour du malheur, il me cachera sous l’abri de sa tente ; il m’élèvera sur un rocher.                                                                    | Quoniam abscondit me in tabernaculo in die malorum protexit me in abscondito tabernaculi sui                                                                           |
| 6      | וְעַתָּה יָרוּם רֹאשִׁי, עַל אֹיְבַי סְבִיבוֹתַי, וְאֶזְבְּחָה בְאָהֳלוֹ, זִבְחֵי תְרוּעָה;אָשִׁירָה וַאֲזַמְּרָה, לַיהוָה            | Et déjà ma tête s’élève sur mes ennemis qui m’entourent ; j’offrirai des sacrifices dans sa tente, au son de la trompette ; je chanterai, je célébrerai l’Éternel.                                 | In petra exaltavit me et nunc exaltavit caput meum super inimicos meos circuivi et immolavi in tabernaculo eius hostiam vociferationis cantabo et psalmum dicam Domino |
| 7      | שְׁמַע-יְהוָה קוֹלִי אֶקְרָא; וְחָנֵּנִי וַעֲנֵנִי                                                          | Éternel ! écoute ma voix, je t’invoque : Aie pitié de moi et exauce-moi ! | Exaudi Domine vocem meam qua clamavi miserere mei et exaudi me |
| 8      | לְךָ, אָמַר לִבִּי--בַּקְּשׁוּ פָנָי; אֶת-פָּנֶיךָ יְהוָה אֲבַקֵּשׁ                                                 | Mon cœur dit de ta part : Cherchez ma face ! Je cherche ta face, ô Éternel ! | Tibi dixit cor meum exquisivit facies mea faciem tuam Domine requiram                                                                                                  |
| 9      | אַל-תַּסְתֵּר פָּנֶיךָ, מִמֶּנִּי-- אַל תַּט-בְּאַף, עַבְדֶּךָ:עֶזְרָתִי הָיִיתָ; אַל-תִּטְּשֵׁנִי וְאַל-תַּעַזְבֵנִי, אֱלֹהֵי יִשְׁעִי          | Ne me cache point ta face, ne repousse pas avec colère ton serviteur ! Tu es mon secours, ne me laisse pas, ne m’abandonne pas, Dieu de mon salut !                                                | Ne avertas faciem tuam a me ne declines in ira a servo tuo adiutor meus esto ne derelinquas me neque dispicias me Deus salvator meus                                   |
| 10     | כִּי-אָבִי וְאִמִּי עֲזָבוּנִי; וַיהוָה יַאַסְפֵנִי                                                         | Car mon père et ma mère m’abandonnent, mais l’Éternel me recueillera. | Quoniam pater meus et mater mea dereliquerunt me Dominus autem adsumpsit me                                                                                            |
| 11     | הוֹרֵנִי יְהוָה, דַּרְכֶּךָ: וּנְחֵנִי, בְּאֹרַח מִישׁוֹר--לְמַעַן, שׁוֹרְרָי                                         | Éternel ! enseigne-moi ta voie, Conduis-moi dans le sentier de la droiture, à cause de mes ennemis.                                                                                                | Legem pone mihi Domine in via tua et dirige me in semita recta propter inimicos meos                                                                                   |
| 12     | אַל-תִּתְּנֵנִי, בְּנֶפֶשׁ צָרָי: כִּי קָמוּ-בִי עֵדֵי-שֶׁקֶר, וִיפֵחַ חָמָס                                          | Ne me livre pas au bon plaisir de mes adversaires, car il s’élève contre moi de faux témoins et des gens qui ne respirent que la violence.                                                         | Ne tradideris me in animas tribulantium me quoniam insurrexerunt in me testes iniqui et mentita est iniquitas sibi                                                     |
| 13     | לוּלֵא--הֶאֱמַנְתִּי, לִרְאוֹת בְּטוּב-יְהוָה: בְּאֶרֶץ חַיִּים                                                 | Oh ! si je n’étais pas sûr de voir la bonté de l’Éternel sur la terre des vivants !... | Credo videre bona Domini in terra viventium |
| 14     | קַוֵּה, אֶל-יְהוָה: חֲזַק, וְיַאֲמֵץ לִבֶּךָ; וְקַוֵּה, אֶל-יְהוָה                                              | Espère en l’Éternel ! Fortifie-toi et que ton cœur s’affermisse ! Espère en l’Éternel ! | Expecta Dominum viriliter age et confortetur cor tuum et sustine Dominum                                                                                               |

## Usages liturgiques

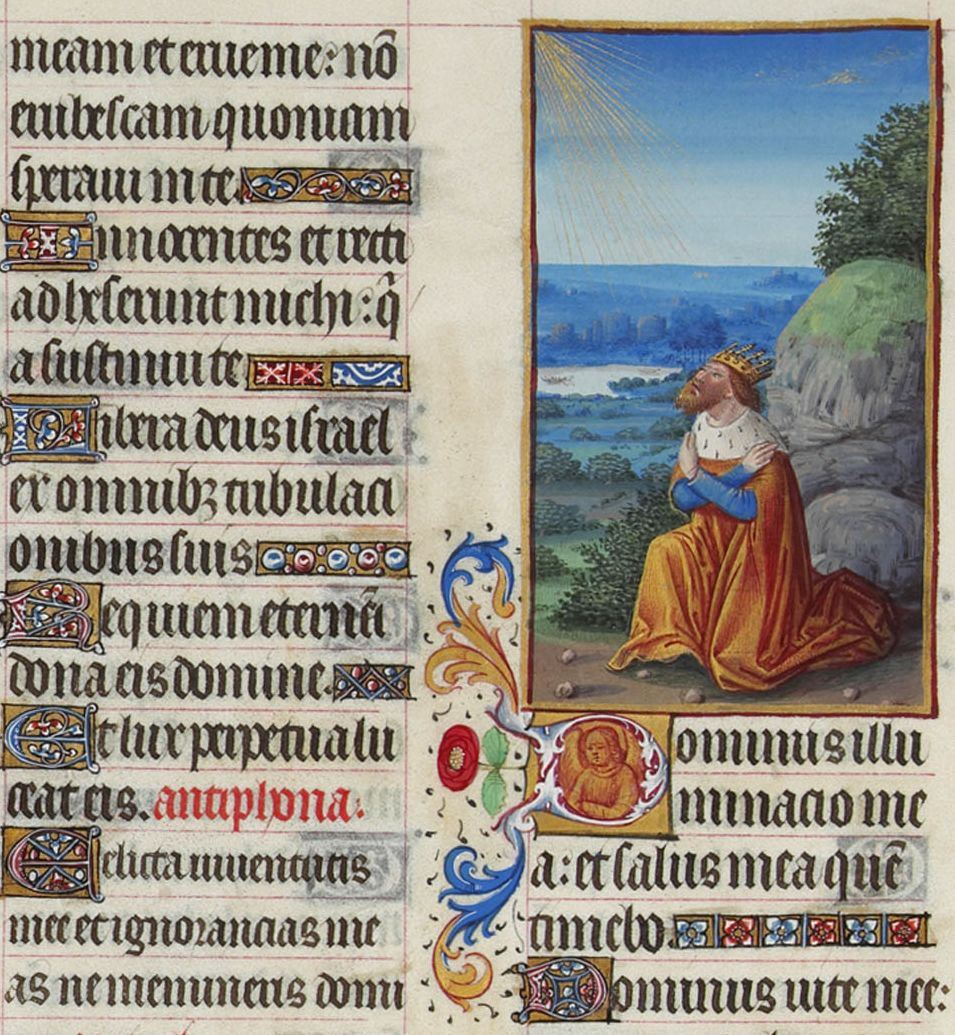
Psaume 27, Les Très Riches Heures du duc de Berry

### Dans le judaïsme
Le psaume 27 est récité trois fois par jour depuis la néoménie du mois d’eloul jusqu’à Hoshanna Rabba, en raison de l’exégèse midrashique que font les rabbins de Psaumes 27:1 — « "Dieu est ma lumière" - c’est Rosh Hashana, "et mon salut" - c’est Yom Kippour » ; l’extension de cette lecture au-delà de Yom Kippour se base sur un ajout médiéval à ce  midrash - « "Car il me protégera dans son tabernacle (soukko) " - c’est Souccot ». 
On trouve aussi le verset 7 du psaume dans la répétition de la amidah Shacharit, pendant Rosh Hashanah, le verset 13 dans la amidah mussaf de Rosh Hashanah, et le verset 14 est le début des versets récités avant Ein Keloheinu.

### Dans le christianisme

#### Chez les catholiques
Ce psaume était traditionnellement exécuté auprès des monastères, lors de l'office de matines du dimanche, après la lecture, selon la règle de saint Benoît fixée vers 530 qui attribuait les psaumes 21 (20) à 109 (108) aux matines, par ordre numérique,.
Au regard de la liturgie des Heures actuelle, le psaume 27 est chanté ou récité aux vêpres du mercredi de la première semaine.

## Mise en musique
- Marc-Antoine Charpentier compose au printemps 1699 un "Dominus illuminatio mea", H.229 pour solistes, chœur, cordes, et basse continue.